# Sericochroa ocreata
Sericochroa ocreata är en fjärilsart som beskrevs av Paul Dognin 1922. Sericochroa ocreata ingår i släktet Sericochroa och familjen tandspinnare. Inga underarter finns listade i Catalogue of Life.